# Ituaçu
Ituaçu est une municipalité brésilienne de l'État de Bahia et la Microrégion de Brumado.